# Arroyomolinos de León
Arroyomolinos de León település Spanyolországban, Huelva tartományban. Arroyomolinos de León Fuentes de León, Cabeza la Vaca, Calera de León, Cala, Zufre, Corteconcepción és Cañaveral de León községekkel határos. Lakosainak száma 925 fő (2024).

## Népesség
A település lakosságának változását az alábbi diagram mutatja:
| Lakosok száma | 1135 | 1105 | 1061 | 1040 | 1031 | 998  | 983  | 953  | 950  | 925  |
|               | 2001 | 2004 | 2006 | 2009 | 2011 | 2014 | 2016 | 2019 | 2021 | 2024 |